# Golf de La Spezia
El Golf de la Spezia (en italià: Golfo della Spezia o també conegut com a Golfo dei poeti) és un golf a la costa nord-occidental d'Itàlia i part de la mar Tirrena, específicament del Mar Lígur. Mesura uns 4,5 quilòmetres de longitud per 3-3.5 quilòmetres d'ample.
El golf és nomenat per la ciutat italiana de La Spezia, situada al punt mig, que també és el principal port del golf, incloent diversos arsenals de la Marina Militare italiana. Als dos extrems del golf es troben les dues poblacions turístiques de Lerici (a l'oest) i Porto Venere (a l'est).
Les illes del golf inclouen Palmaria, Tino i Tinetto, que formen l'arxipèlag Spezzino.
El poeta i dramaturg Percy Bysshe Shelley es va ofegar al golf el 1822.

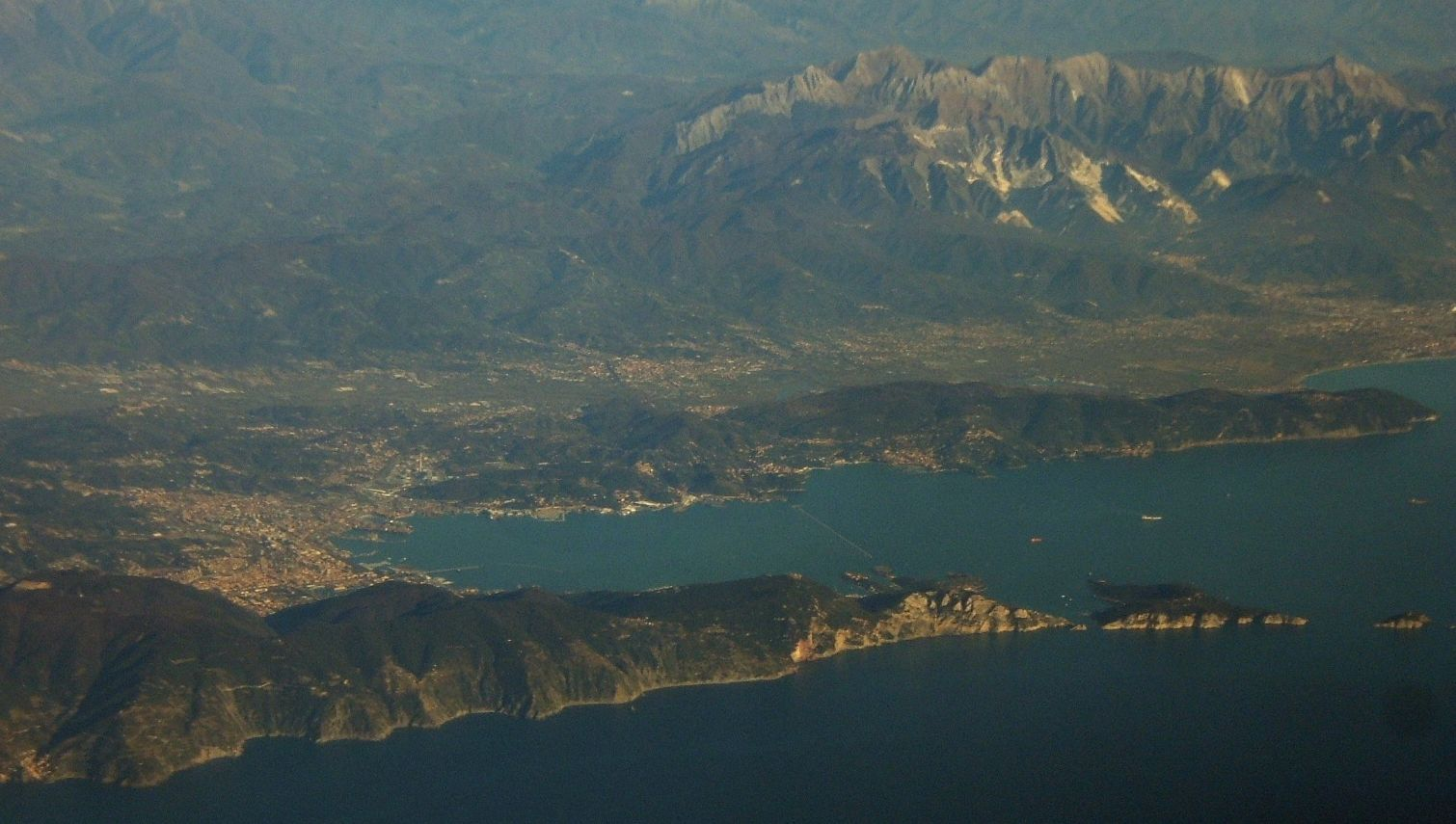
Vista del golf de La Spezia

## Administració
El golf es troba a la província de La Spezia. Inclou els següents comune (municipis):
| Ciutat       | Població (hab.) | Superficie (km²) |
| ------------ | --------------- | ---------------- |
| La Spezia    | 95.378          | 51,39 km²        |
| Lerici       | 10.284          | 10,86 km²        |
| Porto Venere | 3.906           | 7,68 km²         |